# Coscinia albida
Coscinia albida är en fjärilsart som beskrevs av Schultze 1910. Coscinia albida ingår i släktet Coscinia och familjen björnspinnare. Inga underarter finns listade i Catalogue of Life.